# Mamponteng

Mamponteng är en ort i sydvästra Ghana, belägen strax nordost om Kumasi. Den är huvudort för distriktet Kwabre East, och folkmängden uppgick till 10 688 invånare vid folkräkningen 2010.